# Stewartville (Alabama)
Stewartville es un lugar designado por el censo ubicado en el condado de Coosa, en el estado estadounidense de Alabama. En el Censo de 2010 tenía una población de 1767 habitantes y una densidad de 45,24 personas por km².

## Geografía
Stewartville se encuentra ubicado en las coordenadas 33°4′32″N 86°15′39″O / 33.07556, -86.26083. Según la Oficina del Censo de los Estados Unidos, Stewartville tiene una superficie total de 62.86 km², de la cual 62.52 km² corresponden a tierra firme y (0.54%) 0.34 km² es agua.

## Demografía
Según el censo de 2010, había 1767 personas residiendo en Stewartville. La densidad de población era de 45,24 hab./km². De los 1767 habitantes, Stewartville estaba compuesto por el 94.96% blancos, el 3.45% eran afroamericanos y el 0.85% pertenecían a dos o más razas. Del total de la población, el 0.4% eran hispanos o latinos de cualquier raza.